# Szuperbővelkedő számok
A számelméletben a szuperbővelkedő szám (superabundant number, SA) speciális tulajdonságú természetes szám. Az erősen bővelkedő számoknál szigorúbb feltételt megszabva, egy n természetes szám akkor szuperbővelkedő, ha minden m < n-re igaz, hogy
{\displaystyle {\frac {\sigma (m)}{m}}<{\frac {\sigma (n)}{n}}},
ahol σ az osztóösszeg-függvényt jelöli. Az első néhány szuperbővelkedő szám az 1, 2, 4, 6, 12, 24, 36, 48, 60, 120, ... (A004394 sorozat az OEIS-ben).
A szuperbővelkedő számokat Alaoglu és Erdős definiálta, akik nem voltak tudatában a Rámánudzsan 1915-ös, "Highly Composite Numbers" című értekezéséből kihagyott oldalaknak, ahol Rámánudzsan az erősen összetett számok általánosításaként lényegében a szuperbővelkedő számokat is definiálta. A kihagyott oldalak végül 1997-ben, a Ramanujan Journal 1 (1997), 119–153 oldalán jelentek meg.

## Tulajdonságok
Alaoglu és Erdős 1944-ben bizonyították, hogy ha n szuperbővelkedő, akkor léteznek olyan k illetve ai, a2, ..., ak egész számok, melyekre
{\displaystyle n=\prod _{i=1}^{k}(p_{i})^{a_{i}}}
ahol pi az i-edik prímszám és
{\displaystyle a_{1}\geq a_{2}\geq \dotsb \geq a_{k}\geq 1.}
Más szavakkal, ha n szuperbővelkedő, akkor prímtényezős felbontásában nem növekedhetnek a kitevők (a nagyobb prímekhez tartozó kitevők sohasem nagyobbak, mint a kisebb prímekhez tartozók) és {\displaystyle p_{k}}-ig az összes prímszám osztója n-nek. Természetesen ebből az is következik, hogy (az első kivételével) minden szuperbővelkedő szám páros, és a k-adik prímoriális {\displaystyle p_{k}\#} többszöröse. Ahogy az erősen összetett számoknál is igaz volt, az utolsó ak kitevő 1-gyel egyenlő, a 4 és a 36 kivételével.
A szuperbővelkedő számok és az erősen összetett számok között vannak átfedések, főleg a kisebb számoknál – ugyanakkor nem minden szuperbővelkedő szám erősen összetett. Valójában a végtelen sok szuperbővelkedő és erősen összetett szám között csak 449 egyezés található. Például a (legkisebb ilyen tulajdonságú) 7560 erősen összetett, de nem szuperbővelkedő; a (legkisebb ilyen tulajdonságú) 1 163 962 800 szuperbővelkedő, de nem erősen összetett.
Minden szuperbővelkedő szám egyben erősen bővelkedő szám is.
Nem minden szuperbővelkedő szám Harshad-szám. Az első kivétel a 105. szuperbővelkedő szám, a 149 602 080 797 769 600. A számjegyek összege 81, ami nem osztója ennek a számnak.
A szuperbővelkedő számok a Riemann-hipotézissel is összekapcsolódnak, továbbá a Robin-tétellel, ami szerint a Riemann-sejtés egyenértékű a
{\displaystyle {\frac {\sigma (n)}{e^{\gamma }n\log \log n}}<1}
állítással minden n-re, ami nagyobb a szuperbővelkedő 5040-nél. Ha az egyenlőtlenségnek létezik egy nagyobb ellenpéldája, ami megcáfolja a Riemann-sejtést, annak is szuperbővelkedő számnak kell lennie.

## Fordítás
- Ez a szócikk részben vagy egészben a Superabundant number című angol Wikipédia-szócikk ezen változatának fordításán alapul.  Az eredeti cikk szerkesztőit annak laptörténete sorolja fel. Ez a jelzés csupán a megfogalmazás eredetét és a szerzői jogokat jelzi, nem szolgál a cikkben szereplő információk forrásmegjelöléseként.